# Propiedad de uno mismo
La propiedad de uno mismo (también soberanía individual o autopropiedad) es la idea de que el individuo es propietario de su propia persona, o dicho que tiene un derecho natural o moral a controlar su cuerpo y vida. Dicho principio también se utiliza como base ética del derecho a la propiedad privada.
Este concepto es un principio fundamental de ideologías de corte libertario o anarquista que defienden la libertad individual como por ejemplo el libertarismo, el abolicionismo,  el objetivismo, el anarcoindividualismo y de manera especial del anarcocapitalismo, donde la propiedad individual es, junto con el principio de no agresión, su punto de partida para su rechazo del Estado.
Existen diversas corrientes de anarquismo de corte izquierdista que a pesar de su tendencia al colectivismo igualmente aprueban y defienden la libertad individual en conjunto con el principio de propiedad de uno mismo por el hecho de que defienden el derecho de definirse libremente en su individualidad y están en contra de que les controlen y/o les obliguen a vivir de cierta forma por estar a favor de la idea de que solo uno es quien decide como uno debe definirse a sí mismo en relación con el "ser, hacer, tener y dar".  
El concepto ha generado debates sobre la naturaleza del individuo y los derechos, en cuanto a entender donde terminan los derechos de uno y donde empiezan los del otro.